# Матросский мост
Матро́сский мост — мост в Москве через реку Яузу. Построен в 1956 году по проекту инженера Б.Г. Наумова и архитектора Г. Г. Шаховой на месте моста 1910 года постройки. Мост соединяет улицу Стромынка с Преображенской улицей.

Под мостом проходят:
- По левому берегу — до моста набережная Ганнушкина; после моста Преображенская набережная;
- По правому берегу — до и после моста: Русаковская набережная.

## Происхождение названия
Название мост получил от Матросской слободы, которая находилась рядом в петровские времена.

## История
Первый деревянный мост был построен на этом месте в 1793 году на средства московского купца Мазаева. В 1910 году этот мост был заменён однопролётным каменным, который имел длину 12 метров.
Современный мост — трёхпролётный, имеет длину с подходами 206 метров, ширину 34 метра. Средний пролёт идёт над руслом реки, два крайних — проезды по набережным и тротуары. Пролётные строения — железобетонные, балочные. Конструкция неразрезная.
В 2009-2010 и 2024 годах был проведён капитальный ремонт моста.

## Интересный факт
По плану обводнения Москвы (в составе Генплана 1935 года) на месте нынешнего Матросского моста планировалось сооружение гидроузла со шлюзом на Яузе.

## Соседние мосты через Яузу
- выше по течению реки — Преображенский метромост
- ниже по течению реки — 2 пешеходных моста на Преображенской набережной
- ещё ниже по течению реки — Электрозаводский мост на Большой Семёновской улице